# 中部慶次郎
中部 慶次郎（なかべ けいじろう、1933年2月23日 - 2007年9月17日）は、日本の実業家。マルハ（現・マルハニチロ）元会長、プロ野球球団・横浜ベイスターズ元オーナー。山口県下関市出身。慶應義塾大学経済学部卒業。